# ریچارد داوسون (زاده۱۹۶۷)
ریچارد داوسون (انگلیسی: Richard Dawson؛ زادهٔ ۱۲ آوریل ۱۹۶۷) بازیکن فوتبال اهل بریتانیا است.
از باشگاه‌هایی که در آن بازی کرده‌است می‌توان به باشگاه فوتبال گریمزبی تاون اشاره کرد.